# Grande Incêndio da Tessalônica

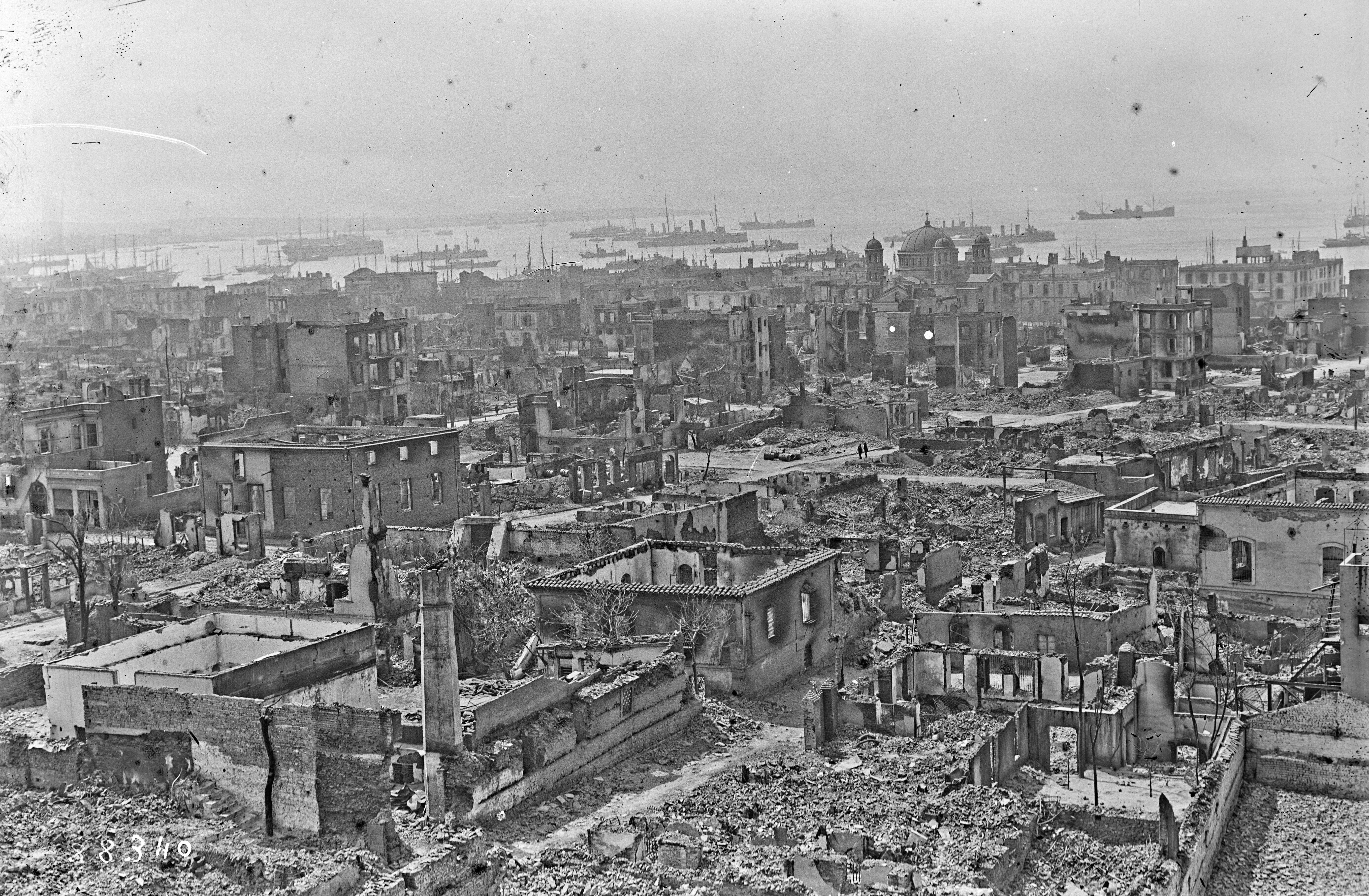
Rescaldo do incêndio.

O Grande Incêndio de Thessaloniki de 1917 (em grego:  Μεγάλη Πυρκαγιά της Θεσσαλονίκης, 1917) destruiu dois terços da cidade de Tessalônica, a segunda maior cidade da Grécia, deixando mais de 70 000 desabrigados. O incêndio durou 32 horas e destruiu 9 500 casas em uma extensão de 1 quilômetro quadrado. Metade da população judaica emigrou da cidade quando seus meios de subsistência acabaram. Em vez de reconstruir rapidamente, o governo contratou o arquiteto francês Ernest Hébrard para projetar um novo plano urbano para as áreas queimadas e para a futura expansão da cidade. Seus projetos ainda são evidentes na cidade, principalmente a Praça Aristotélica, embora alguns de seus planos mais grandiosos nunca tenham sido concluídos por falta de fundos. O oficial da marinha francesa Dufour de la Thuillerie escreve em seu relatório que "vi Thessaloniki, uma cidade de mais de 150 000 habitantes, queimar".

## Reconstrução

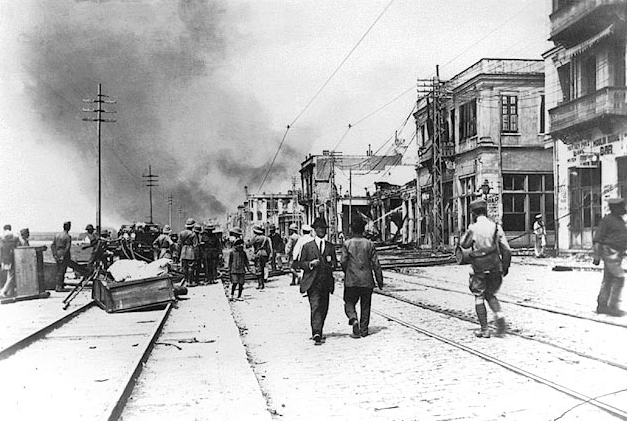
O incêndio visto do cais em 1917.

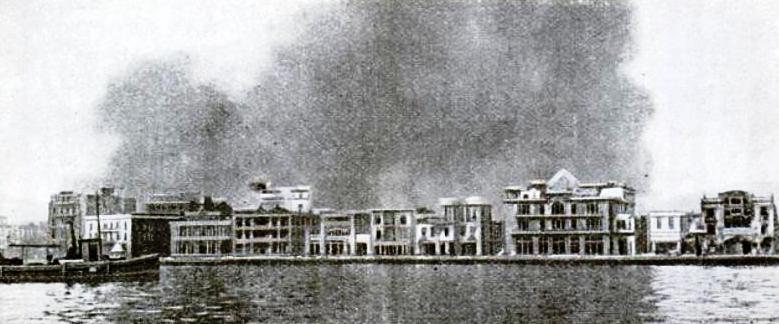
O fogo visto do Golfo Termaico.

Apenas alguns dias após o incêndio, o governo de Venizelos anunciou que não permitiria a reconstrução da cidade como estava. Eles pretendiam criar uma nova cidade, de acordo com um plano urbanístico. O Ministro dos Transportes Alexandros Papanastasiou assumiu a liderança e fundou o "Comitê Internacional para o Novo Plano de Thessaloniki". Ele nomeou como presidente o arquiteto e arqueólogo francês Ernest Hébrard, que supervisionou o desenvolvimento do plano. Entregue à Administração Geral da Macedônia em 29 de junho de 1918, o plano era reconstruir a cidade nos moldes europeus. Passou por muitas mudanças, mas estabeleceu melhores vias de transporte, praças e outras amenidades para atender uma grande população.